# Saskatoon-Centre (circonscription saskatchewanaise)
Pour les articles homonymes, voir Saskatoon (homonymie).
Circonscription électorale provinciale du Canada
Saskatoon Centre (auparavant Saskatoon-Idywyld (1991-2003)) est une circonscription électorale provinciale de la Saskatchewan au Canada. Elle est représentée à l'Assemblée législative de la Saskatchewan depuis 1975.

## Géographie
La circonscription est l'une des 13 représentant Saskatoon, la plus grande ville de la province.

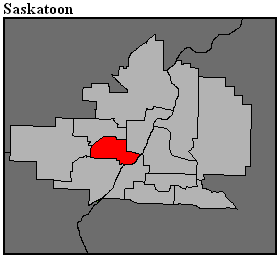
Frontière de la circonscription en 2016.
Frontière de la circonscription en 2022.

## Liste des députés
| Parlement                                                     | Années                                                        | Député                                                        | Député                                                        | Parti                                                         |
| Saskatoon-Centre Circonscription issue de Saskatoon City Park | Saskatoon-Centre Circonscription issue de Saskatoon City Park | Saskatoon-Centre Circonscription issue de Saskatoon City Park | Saskatoon-Centre Circonscription issue de Saskatoon City Park | Saskatoon-Centre Circonscription issue de Saskatoon City Park |
| ------------------------------------------------------------- | ------------------------------------------------------------- | ------------------------------------------------------------- | ------------------------------------------------------------- | ------------------------------------------------------------- |
| 18e                                                           | 1975–1978                                                     |                                                               | Paul Mostoway                                                 | Néo-démocrate                                                 |
| 19e                                                           | 1978–1982                                                     |                                                               | Paul Mostoway                                                 | Néo-démocrate                                                 |
| 20e                                                           | 1982–1986                                                     |                                                               | Jack Sandberg                                                 | Progressiste-Conservateur                                     |
| 21e                                                           | 1986–1991                                                     |                                                               | Anne Smart                                                    | Néo-démocrate                                                 |
| Saskatoon-Idylwyld                                            |                                                               |                                                               |                                                               |                                                               |
| 22e                                                           | 1991–1995                                                     |                                                               | Éric Cline (en)                                               | Néo-démocrate                                                 |
| 23e                                                           | 1995–1999                                                     | Janice MacKinnon                                              |                                                               | Néo-démocrate                                                 |
| 24e                                                           | 1999–2001                                                     | Janice MacKinnon                                              |                                                               | Néo-démocrate                                                 |
| 24e                                                           | 2001-2003                                                     | David Forbes                                                  |                                                               | Néo-démocrate                                                 |
| Saskatoon-Centre                                              |                                                               |                                                               |                                                               |                                                               |
| 25e                                                           | 2003–2007                                                     |                                                               | David Forbes                                                  | Néo-démocrate                                                 |
| 26e                                                           | 2007–2011                                                     |                                                               | David Forbes                                                  | Néo-démocrate                                                 |
| 27e                                                           | 2011–2016                                                     |                                                               | David Forbes                                                  | Néo-démocrate                                                 |
| 28e                                                           | 2016–2020                                                     |                                                               | David Forbes                                                  | Néo-démocrate                                                 |
| 29e                                                           | 2020–2024                                                     |                                                               | Betty Nippi-Albright                                          | Néo-démocrate                                                 |
| 30e                                                           | 2024–en cours                                                 |                                                               | Betty Nippi-Albright                                          | Néo-démocrate                                                 |